# Tongbeen
Het tongbeen (Latijn: os hyoideum) is een botje gelegen in het gebied van de hals. 

## Vorm
Het botje heeft bij de mens de vorm van een hoefijzer. In tegenstelling tot andere menselijke botten heeft het tongbeen geen directe verbinding met enig ander bot. Het bot bestaat uit een hoofdlichaam in het midden en verder uit hoorns: bij mensen aan iedere zijde een lange tak achteraan, de cornu majus, en een kort uitsteeksel vooraan, de cornu minus. Het tongbeen ontwikkelt zich uit de tweede en derde arcus pharyngei. Het is homoloog aan de tweede en derde kieuwboog van meer basale vissen. Bij de verschillende groepen Amniota kan het tongbeen een zeer afwijkende en complexe vorm hebben met meerdere hoornparen en soms een lang uitsteeksel naar voren om de tong te ondersteunen. Er is dan sprake van een heel tongbeenapparaat. Vaak fossiliseert het bot slecht.

## Functie
Twee soorten spieren hechten aan het tongbeen: de bovenste en de onderste tongspieren.
De bovenste tongspieren (zijnde de m. geniohyoideus, de m. mylohyoideus, de m. stylohyoideus, de m. digastricus en de m. constrictor pharyngis medius) zijn aangehecht aan het tongbeen en de onderkaak en hebben de volgende vier functies:
- vorming van de mondbodem
- het plat neerleggen van de tong op de mondbodem
- openen van de mond
- slikken

De onderste tongspieren (de m. thyrohyoideus, m. sternohyoideus en de m. omohyoideus) liggen tussen het tongbeen en het sleutelbeen en de ribbenkast en hebben de volgende twee functies:
- openen van de mond
- slikken

## Etymologie
Os hyoideum is een vertaling van Oudgrieks ὑοειδής ὀστοῦν, huoeidés óstoun, "Y-vormig bot", een benaming die voorkomt bij onder andere de Griekse arts Galenus. De naam wordt meestal verklaard uit het feit dat de hoefijzervorm van het tongbeen overeenkomt met de vorm van de Griekse letter Υ/υ.